# Tablatei kőhíd
A tablatei régi kőhíd a dél-spanyolországi El Pinar község közelében található, több évszázados műemlék.

## Története
A híd még az arab időkből származik, akkor létesítették, hogy Lecríni-völgybe nagyobb kerülő megtétele nélkül el lehessen jutni. A következő évszázadokban ennek a hídnak köszönhetően ez az útvonal fontos szerepet tölthetett be a személyek és áruk áramlásában. Még egy kisebb alquería (arab falu) is felépült a közelében, és bár igaz, hogy ennek a lakossága mindig is csekély maradt, de rendelkezett hozzá tartozó művelt földekkel, egy rábitával (kis erődítmény) és temetővel is. Ez a falu, miután a spanyolok kezére került, Tablate néven egészen az 1950-es évekig lakott maradt.
1499-ben, az alpujarrasi felkelések során a hidat a moriszkók elpusztították, de három év múlva a katolikus királyok elrendelték, hogy újjá kell építeni. A költségek előteremtése érdekében három éven át az itt elhaladó spanyolok fejenként és állatonként 1 maravedí útdíjat voltak kénytelenek fizetni. De még az így összegyűlt pénz sem volt elegendő, ezért az alpujarrasi, a lercíni és a granadai tanács is adott pénzt a munkákra. Az új híd építéséhez többségében mudéjar építészek munkáját vették igénybe, akik a naszrida technikákhoz nagyon hasonló módszerekkel dolgoztak. A híd a 17. század első éveire készült el, majd a 18. és 19. században többször is felújíották.
1568-ban a moriszkók visszaverték Diego de Quesada hídon átkelni próbáló spanyol csapatait, és ugyanez történt egy évvel később is, amikor a mondéjari őrgróf próbált meg átjutni a hídon. Végül 140 gyalogossal és 200 lovassal sikerült csak legyőzni a hidat védő moriszkókat. Amikor a spanyolok végül átjutottak a hídon, a faluban csak üres házakat és egy felégetett templomot találtak.
A spanyol időkben a hídon átvezető utat Camino Real de la Alpujarrának nevezték, ám ez a 20. század elején szinte teljesen megsemmisült, amikor felépült az új N-323-as út. De maga a régi híd már a 19. században használaton kívül került, mert már akkor felépült a közvetlen közelében egy másik, új híd.

## Leírás
A híd az andalúziai Granada tartományban található, a székhely, Granada és a tengerpart között nagyjából félúton. Az egyszerű, egynyílású ívhíd hossza 23 méter, magassága az egyik oldalon 10, a másikon 12 méter. Bár az út, amely áthalad rajta, a híd mellett szélesebb, de magán a hídon mindössze 2,8 méteresre szűkül. A félköríves nyílás szélessége 7 méter.

## Képek

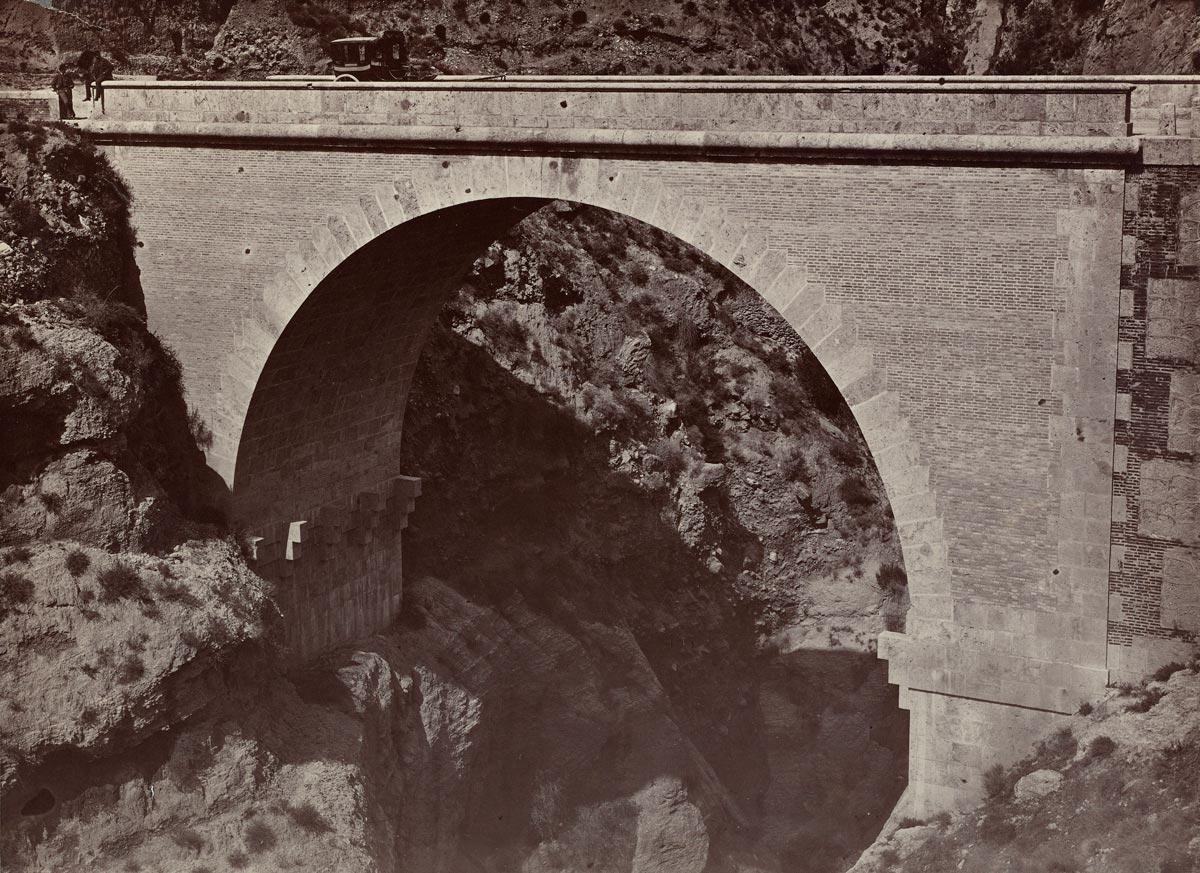
1867-es kép
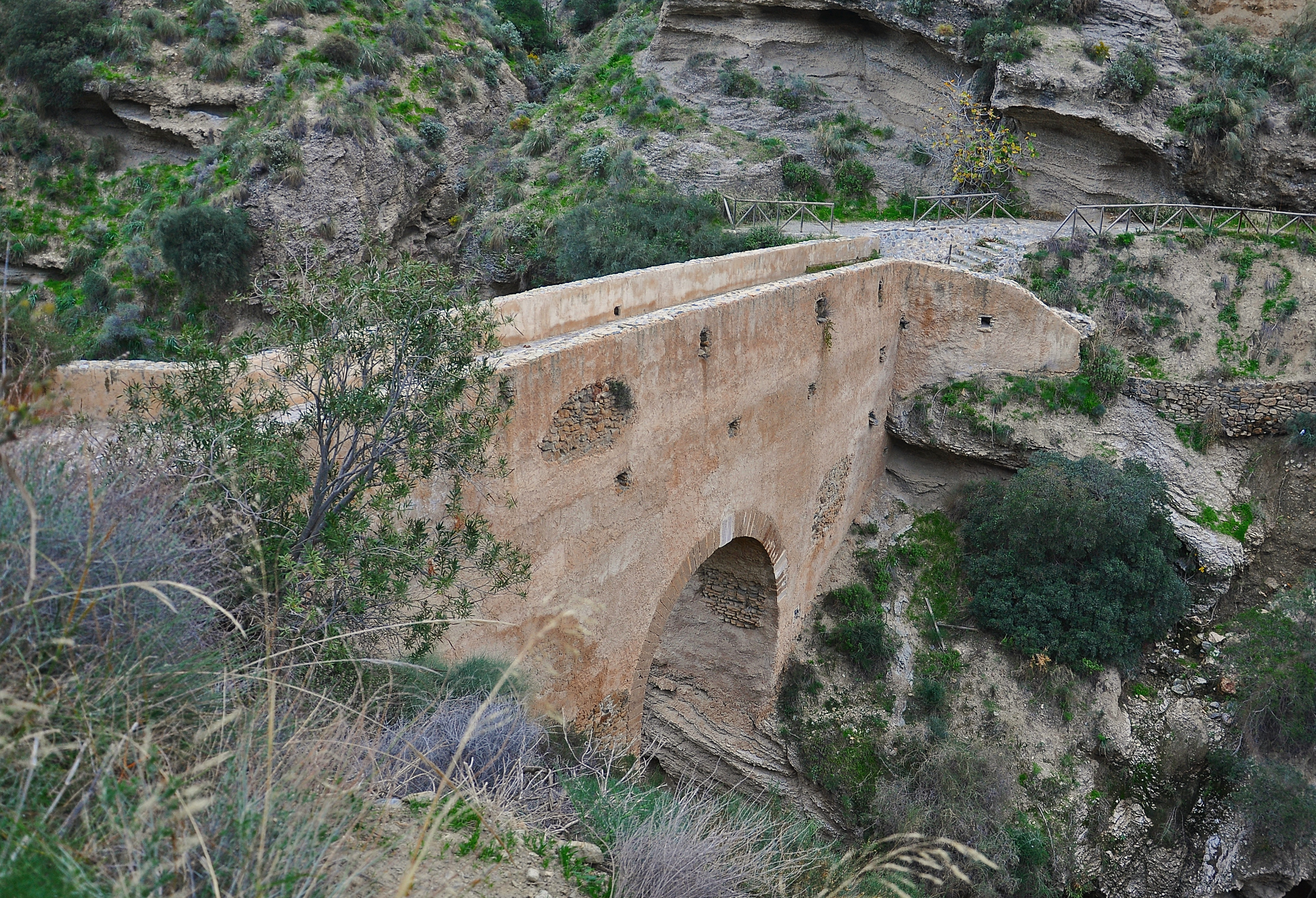
A híd látképe
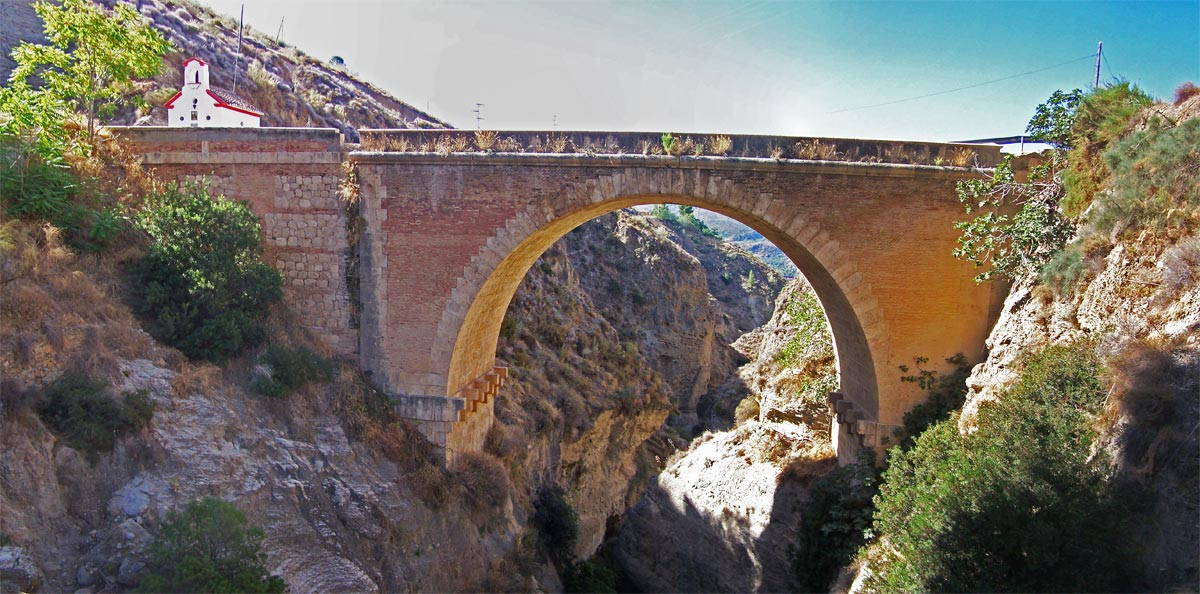
A híd